# Porte-de-Savoie
Porte-de-Savoie (letteralmente: «porta di Savoia») è un comune francese del dipartimento della Savoia.
Non esiste alcun centro abitato con tale denominazione: si tratta pertanto di un comune sparso.

## Storia
Il comune di Porte-de-Savoie venne creato il 1º gennaio 2019 dalla fusione dei comuni di Francin e Les Marches, che contemporaneamente assunsero lo status di comuni delegati.